# Kabupaten Aceh Jaya

Kabupaten Aceh Jaya es una de las Regencias o Municipios (kabupaten) localizado en la provincia de Aceh en Indonesia. El gobierno local del kabupaten se encuentra en la ciudad de Calang.
El kabupaten de Aceh Jaya comprende una superficie de 3.627.00 km² y ocupa parte de la costa occidental de la isla de Sumatra. La población se estima en unos 60.660 habitantes.
El kabupaten se divide a su vez en 6 Kecamatan y 172 Desa.